# Antoine-Joseph Santerre
Antoine-Joseph Santerre, francoski general in poslovnež, * 16. marec 1752, † 6. februar 1809.
Santerre je bil ječar Ludvika XVI. Francoskega pred njegovo usmrtitvijo med francosko revolucijo.
1. 1 2  data.bnf.fr: platforma za odprte podatke — 2011.
2. 1 2  SNAC — 2010.
3. 1 2  Roglo — 1997.